# Finger Eleven
Finger Eleven ist eine kanadische Alternative-Rock-Band, die 1994 unter dem Namen Rainbow Butt Monkeys gegründet wurde.

## Geschichte
Unter ihrem ursprünglichen Namen erschien 1995 ihre erste CD Letters from Chutney.
Für ihr zweites Album Tip (1997) entschied man sich für den neuen Bandnamen Finger Eleven. Im Jahr 2000 wurde das dritte Album The Greyest of Blue Skies veröffentlicht. Mit Finger Eleven, ihrem selbstbetitelten vierten Album, gelang der kommerzielle Durchbruch. Die daraus ausgekoppelte Single One Thing erreichte Platz 16 in den USA. Daneben steuerten Finger Eleven Songs zu den Soundtracks von The Punisher und Daredevil bei.
Das fünfte Album der Band wurde am 6. März 2007 veröffentlicht und trägt den Namen Them vs. You vs. Me. Daraus wurde die Single Paralyzer ausgekoppelt.
2010 erschien der Nachfolger Life Turns Electric.

## Diskografie

### Studioalben
| Jahr | Titel               | Höchstplatzierung, Gesamtwochen, AuszeichnungChartplatzierungen (Jahr, Titel, Platzierungen, Wochen, Auszeichnungen, Anmerkungen) | Höchstplatzierung, Gesamtwochen, AuszeichnungChartplatzierungen (Jahr, Titel, Platzierungen, Wochen, Auszeichnungen, Anmerkungen) | Anmerkungen                           |
| Jahr | Titel               | UK | US | Anmerkungen                           |
| ---- | ------------------- | --- | --- | ------------------------------------- |
| 2003 | Finger Eleven       | — | US96 Gold · (43 Wo.)US | Erstveröffentlichung: 17. Juni 2003   |
| 2007 | Them vs. You vs. Me | — | US31 Gold · (68 Wo.)US | Erstveröffentlichung: 6. März 2007    |
| 2010 | Life Turns Electric | — | US92 (1 Wo.)US | Erstveröffentlichung: 5. Oktober 2010 |

Weitere Alben
- 1995: Letters From Chutney (als Rainbow Butt Monkeys)
- 1997: Tip (CA: Gold)
- 2000: The Greyest of Blue Skies (CA: Gold)
- 2007: Connect Sets
- 2007: Us-vs-Then-vs-Now
- 2007: Them vs. You vs. Me: Bonus Cuts
- 2008: iTunes Originals
- 2010: iTunes Live from Montreal
- 2015: Five Crooked Lines
- 2024: Summer of ’99 (mit Creed & 3 Doors Down)

### Singles
| Jahr | Titel Album              | Höchstplatzierung, Gesamtwochen, AuszeichnungChartplatzierungen (Jahr, Titel, Album, Platzierungen, Wochen, Auszeichnungen, Anmerkungen) | Höchstplatzierung, Gesamtwochen, AuszeichnungChartplatzierungen (Jahr, Titel, Album, Platzierungen, Wochen, Auszeichnungen, Anmerkungen) | Anmerkungen                          |
| Jahr | Titel Album              | UK | US | Anmerkungen                          |
| ---- | ------------------------ | --- | --- | ------------------------------------ |
| 2003 | Good Times Finger Eleven | UK92 (1 Wo.)UK | — | Erstveröffentlichung: Juni 2003      |
| 2003 | One Thing Finger Eleven  | — | US16 (29 Wo.)US | Erstveröffentlichung: September 2003 |
| 2006 | Paralyzer Finger Eleven  | — | US6 ×2Doppelplatin + Platin (Mastertone) · (50 Wo.)US                                                                                    | Erstveröffentlichung: 2006           |

Weitere Singles
- 1995: Circles (als Rainbow Butt Monkeys)
- 1995: Danananana (als Rainbow Butt Monkeys)
- 1996: As Far As I Can Spit (als Rainbow Butt Monkeys)
- 1997: Tip
- 1998: Quicksand
- 1999: Above
- 1999: Awake and Dreaming
- 2000: First Time
- 2000: Drag You Down
- 2000: Bones + Joints
- 2004: Absent Elements
- 2004: Stay In Shadow
- 2004: Thousand Mile Wish
- 2007: Falling On
- 2007: I'll Keep Your Memory Vague
- 2008: Talking to the Walls
- 2008: Ain’t No Sunshine
- 2010: Living in a Dream
- 2010: Whatever Doesn't Kill Me
- 2011: Stone Soul
- 2011: Pieces Fit
- 2015: Wolves and Doors
- 2015: Gods of Speed

## Auszeichnungen für Musikverkäufe
| Goldene Schallplatte - Neuseeland - 2025: für das Album Them vs. You vs. Me Platin-Schallplatte - Kanada - 2004: für das Album Finger Eleven - 2007: für das Album Them vs. You vs. Me - 2007: für den Ringtone Paralyzer | 5× Platin-Schallplatte - Kanada - 2022: für die Single Paralyzer Diamantene Schallplatte - Brasilien - 2025: für das Album Summer of ’99 |

Anmerkung: Auszeichnungen in Ländern aus den Charttabellen bzw. Chartboxen sind in ebendiesen zu finden.
| Land/RegionAuszeichnungen für Musikverkäufe (Land/Region, Auszeichnungen, Verkäufe, Quellen) | Gold     | Platin       | Diamant  | Verkäufe  | Quellen             |
| -------------------------------------------------------------------------------------------- | -------- | ------------ | -------- | --------- | ------------------- |
| Brasilien (PMB)                                                                              | —        | —            | Diamant1 | 160.000   | pro-musicabr.org.br |
| Kanada (MC)                                                                                  | 2× Gold2 | 8× Platin8   | —        | 740.000   | musiccanada.com     |
| Neuseeland (RMNZ)                                                                            | Gold1    | —            | —        | 7.500     | radioscope.co.nz    |
| Vereinigte Staaten (RIAA)                                                                    | 2× Gold2 | 3× Platin3   | —        | 4.000.000 | riaa.com            |
| Insgesamt                                                                                    | 5× Gold5 | 11× Platin11 | Diamant1 |           |                     |